# Бивио Селучи (Потенца)
Бивио Селучи (итал. Bivio Seluci) је насеље у Италији у округу Потенца, региону Базиликата.
Према процени из 2011. у насељу је живело 29 становника. Насеље се налази на надморској висини од 827 м.